# Хоріуті Ю
Ю Хоріуті (яп. 堀内優; нар. 23 грудня 1990, Кіото) —  японська борчиня вільного стилю, срібна призерка чемпіонату світу, бронзова медалістка Кубку світу.

## Життєпис
Боротьбою почала займатися з 1995 року. Двічі ставала чемпіонкою світу серед юніорів (2008, 2010), тричі — чемпіонкою Азії серед кадетів (2005—2007).
Виступала за борцівський клуб Університету Ніхон, Токіо. Тренер — Хідеакі Томіяма.

## Спортивні результати на міжнародних змаганнях

### Виступи на Чемпіонатах світу
| Змагання                        | Збірна | Вагова категорія          | Місце  |
| ------------------------------- | ------ | ------------------------- | ------ |
| Чемпіонат світу з боротьби 2010 | Японія | жіноча боротьба, до 51 кг | Срібло |

У фіналі Московського чемпіонату світу 2010 року поступилася українській спортсменці Олександрі Когут і посіла друге місце.

### Виступи на Кубках світу
| Змагання                    | Збірна | Вагова категорія          | Місце  |
| --------------------------- | ------ | ------------------------- | ------ |
| Кубок світу з боротьби 2009 | Японія | жіноча боротьба, до 51 кг | Бронза |

### Виступи на змаганнях молодших вікових груп
| Змагання                                      | Збірна | Вагова категорія          | Місце  |
| --------------------------------------------- | ------ | ------------------------- | ------ |
| Чемпіонат світу з боротьби серед юніорів 2008 | Японія | жіноча боротьба, до 51 кг | Золото |
| Чемпіонат світу з боротьби серед юніорів 2010 | Японія | жіноча боротьба, до 55 кг | Золото |
| Чемпіонат Азії з боротьби серед кадетів 2005  | Японія | жіноча боротьба, до 43 кг | Золото |
| Чемпіонат Азії з боротьби серед кадетів 2006  | Японія | жіноча боротьба, до 46 кг | Золото |
| Чемпіонат Азії з боротьби серед кадетів 2007  | Японія | жіноча боротьба, до 49 кг | Золото |